# Tachigali

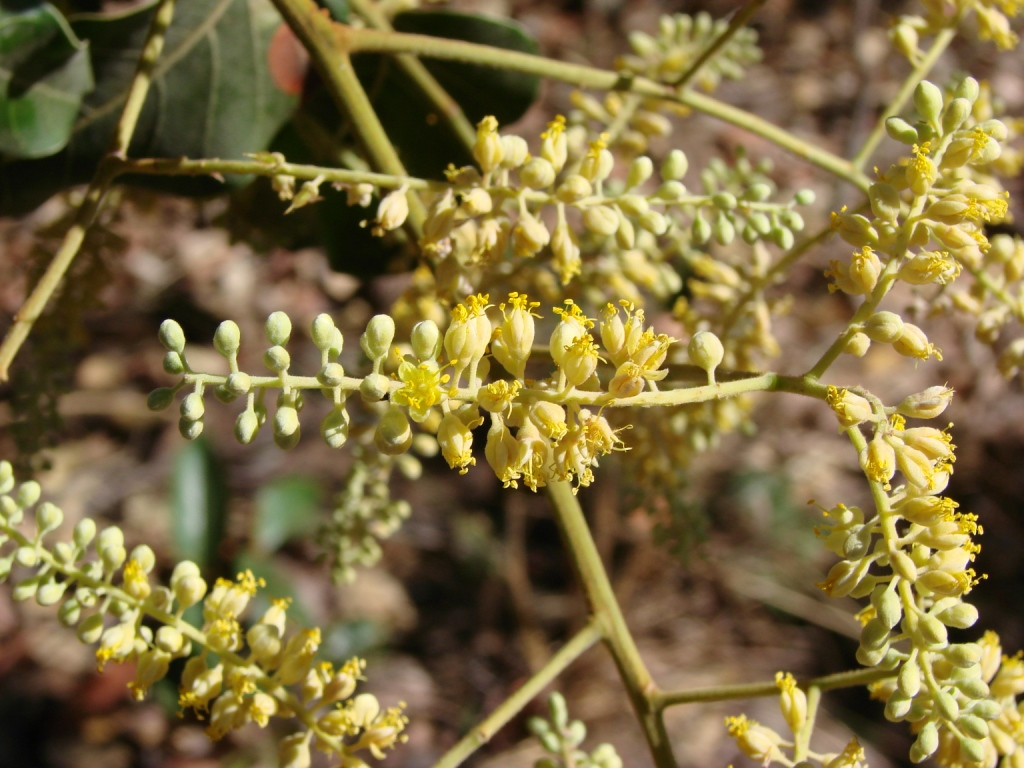
Detail květů Tachigali subvelutina

Tachigali je rod rostlin z čeledi bobovité. Jsou to stromy se zpeřenými listy a žlutými květy v bohatých květenstvích. Vyskytují se v počtu přes 60 druhů v tropické Americe. V dutých řapících některých druhů žijí žahaví mravenci.

## Popis
Zástupci rodu Tachigali jsou nízké až velmi vysoké stromy dorůstající výšky až 50 metrů. Listy jsou sudozpeřené (výjimečně lichozpeřené), složené obvykle z 1 až 7 párů vstřícných, více či méně kožovitých lístků. Květy jsou žluté, oranžové nebo řidčeji krémově bílé, drobné až relativně velké, uspořádané v bohatých, vrcholových nebo úžlabních hroznech či latách. Kalich je složen z 5 nestejných a na bázi srostlých kališních lístků. Korunní lístky jsou podlouhlé až obvejčité, víceméně stejné. Tyčinek je 10 a jsou stejně nebo různě dlouhé. Semeník je krátce až dlouze stopkatý, volný nebo srostlý s kališní trubkou, obvykle s mnoha vajíčky a tenkou nebo ztlustlou čnělkou. Plody jsou pukavé nebo nepukavé, krátce stopkaté, silně zploštělé, podlouhlé, vejčité nebo eliptické. Obsahují 1 nebo řidčeji 2 plochá semena se širokým tenkým křídlem.

## Rozšíření
Rod Tachigali zahrnuje asi 60 až 70 druhů. Je rozšířen v tropické Americe od Panamy po Argentinu. Nejvíce druhů se vyskytuje v brazilské Amazonii. Zástupci rodu Tachigali nejčastěji rostou v nížinných a podhorských deštných lesích na zaplavovaných i nezaplavovaných půdách, také v galeriových a poříčních lesích, někdy též v poloopadavých lesích a ve vegetaci typu cerrado.

## Ekologické interakce
Řapík a spodní část středního žebra listů jsou u některých druhů Tachigali duté a ztlustlé a jsou obývány různými druhy žahavých mravenců z rodu Pseudomyrmex. Tito mravenci žijí s rostlinou v symbióze a chrání ji před býložravci.
Některé druhy tohoto rodu jsou monokarpické, tj. po vykvetení a dozrání plodů odumírají.

## Zajímavosti
Přítomnost žahavých mravenců v řapících některých druhů může být příčinou, proč se položky těchto druhů jen zřídka objevují v herbářových sbírkách.

## Význam
Dřevo Tachigali je známo jako djedoe nebo yawaredan. Je používáno zejména na stavby, kánoe a na výrobu dřevěného uhlí.